# Estrela da Madrugada
Estrela da Madrugada foi um folhetim português transmitida pela emissora Miramar da Rádio Clube Português. Foi escrita por Ferro Rodrigues e Santos Fernando, numa realização de Francisco Igrejas Caeiro. Com 30 episódios, a transmissão original foi de 13 de fevereiro a 22 de abril de 1957, no programa Companheiros da Alegria, da emissora Miramar da Rádio Clube Português, às 22 horas e 10 minutos e na da Parede às 22 horas e 40 minutos.

## Sinopse
O folhetim passa-se a bordo do barco Estrela da Madrugada, no Mediterrâneo, misturando mistério, crime e romance.

## Elenco
- Francisco Igrejas Caeiro - Sérgio[5]
- António Sacramento - Comandante Smith[5]
- Ruy Furtado - Radiotelegrafista Carl[5]
- Madalena Souto - Renata[5]
- Fernando Ferrer Gusmão - Vítor[5]
- Bibi Ferreira - Turista Americana[5]
- Alma Flora - Turista Americana[5]
- Henrique Canto e Castro
- Flora Jesus Carvalho
- Abigail Esquerdo Ferreira
- Ruy de Carvalho
- Henrique Santos
- Alberto Ramos